# 努泽里内 (克勒兹省)
努泽里内（法語：Nouzerines）是法国克勒兹省的一个市镇，属于盖雷区（Guéret）布萨克县（Boussac）。该市镇总面积19.09平方公里，2009年时的人口为251人。

## 人口
努泽里内人口变化图示